# بیلی میلر
بیلی میلر (انگلیسی: Billy Miller؛ زادهٔ ۱۷ سپتامبر ۱۹۷۹ – درگذشتهٔ ۱۵ سپتامبر ۲۰۲۳) یک هنرپیشه اهل ایالات متحده آمریکا بود. وی از سال ۲۰۰۳ تا ۲۰۲۳ میلادی مشغول فعالیت بود.
از فیلم‌ها یا برنامه‌های تلویزیونی که وی در آن نقش داشته است می‌توان به تک‌تیرانداز آمریکایی اشاره کرد.

## مرگ
میلر در ١۵ سپتامبر ٢٠٢٣، تنها پیش دو روز از تولد ۴۴ سالگی خود، در آستین، تگزاس خودکشی کرد.گزارش نهایی کالبدشناسی به این نتیجه رسید که مرگ میلر خودکشی بوده و  ناشی از "اصابت گلوله به سر" بوده است. مدیر او گفت که میلر در زمان مرگ از اختلال دوقطبی رنج می برد.